# معتمدية بن عروس
معتمدية بن عروس إحدى معتمديات الجمهورية التونسية، تابعة لولاية بن عروس.

### مواضيع ذات علاقة
- بن عروس.
- ولاية بن عروس.